# Wouter
Wouter of Wout is een jongensnaam die is afgeleid van de grondvorm Walter. De betekenis van deze Germaanse naam is "heerser over het leger" (walt - heersen; her - heer, leger). Of "heerser over het woud" (walt - woud; her - heer, heerser).

## Equivalenten
- Frans: Gautier
- Spaans: Gutiérrez, Guterres
- Italiaans: Gualtiero.

## Verwante namen
- Wout, Walt, Waltherus, Wolter
- Woutera, Wouterina (meisjesnamen)
- Wilbert
- Walter
- Wiebe

## Bekende naamdragers

### Voornaam "Wout"
- Wout Brama (1986), Nederlands voetballer
- Wout Poels (1987), Nederlands wielrenner
- Wout Weghorst (1992), Nederlands voetballer
- Wout van Aert (1994), Vlaams veldrijder en wegwielrenner

### Voornaam "Wouter"
- Wouter Beke, Vlaams politicus
- Wouter Bos, Nederlands politicus
- Wouter Deprez, Vlaams cabaretier
- Wouter Hamel, Nederlands zanger
- Wouter van Harselaar, Nederlands landbouwer en politicus
- Wouter Jolie, Nederlands hockeyer
- Wouter de Jong, Nederlands acteur
- Wouter Klootwijk, Nederlands journalist en kinderboekenschrijver
- Wouter Koolmees, Nederlands politicus
- Wouter Kurpershoek, Nederlands journalist
- Wouter Macare, Nederlands metaldrummer
- Wouter Olde Heuvel, Nederlands schaatser
- Wouter Van Belle, Vlaams muziekproducer en muzikant
- Wouter Van Bellingen, Belgisch politicus, voormalig schepen van Sint-Niklaas.
- Wouter Vandenabeele, Belgisch violist, componist/arrangeur en dirigent
- Wouter van Dieren, Nederlands milieuactivist en lid van de Club van Rome
- Wouter van Pelt, Nederlands hockeyer
- Wouter Van Besien, Vlaams politicus
- Wouter van Reek, animator en kinderboekenschrijver
- Wouter van Twiller, gouverneur van Nieuw Nederland

- Wout
- Wout!
- Wout2Day
- Wout Alleman
- Wout Ausma
- Wout Bastiaens
- Wout Berger
- Wout Brama
- Wout Bru
- Wout Buitenweg
- Wout Coomans
- Wout D'Heer
- Wout De Buyser
- Wout De Paepe
- Wout Droste
- Wout Ellerman
- Wout Faes
- Wout Gooris
- Wout Heinen
- Wout Hoeboer
- Wout Holverda
- Wout Ingwersen
- Wout Iseger
- Wout Knuttel
- Wout Leemans
- Wout Maters
- Wout Meeuwssen
- Wout Muller
- Wout Neelen
- Wout Olaerts
- Wout Pennings
- Wout Poels
- Wout Schoonis
- Wout Steenhuis
- Wout Thielemans
- Wout Van Aert
- Wout Van Den Broeck
- Wout Van Dessel
- Wout Van den Broeck
- Wout Verhoeven
- Wout Verlinden
- Wout Verstappen
- Wout Waanders
- Wout Wachtmeester
- Wout Wagtmans
- Wout Weghorst
- Wout Wijsmans
- Wout Wilgenburg
- Wout Woltz
- Wout Zijlstra
- Wout van Aert
- Wout van Andel
- Wout van Bekkum
- Wout van Blijderveen
- Wout van Dessel
- Wout van Doleweerd
- Wout van Elzakker
- Wout van Heusden
- Wout van Liempt
- Wout van Steenveldt
- Wout van Wengerden
- Wout van aert
- Wout van bekkum
- Wout van der Gevel
- Wouten
- Wouter
- Wouter Abs
- Wouter Abts
- Wouter Achterberg
- Wouter Andries van Schaijck
- Wouter Aps
- Wouter Artz
- Wouter Barendrecht
- Wouter Basson
- Wouter Bax
- Wouter Beke
- Wouter Berlaen
- Wouter Biebauw
- Wouter Bleeker
- Wouter Blok
- Wouter Blok (korfballer)
- Wouter Blok (letterkundige)
- Wouter Bos
- Wouter Bouvijn
- Wouter Bouwman
- Wouter Bruneel
- Wouter Brus
- Wouter Buikhuijsen
- Wouter Buikhuisen
- Wouter Burger
- Wouter C. Braat
- Wouter Christiaan Hamdorff
- Wouter Claes
- Wouter Cool
- Wouter Corstjens
- Wouter Crabeth
- Wouter Crabeth I
- Wouter Crabeth II
- Wouter D'Haene
- Wouter De Backer
- Wouter De Clerck
- Wouter De Geest
- Wouter De Groote
- Wouter De Ploey
- Wouter De Vriendt
- Wouter Decock
- Wouter Degroote
- Wouter Dehairs
- Wouter Dekkers
- Wouter Denijs
- Wouter Deprez
- Wouter Despars
- Wouter Devriendt
- Wouter Dronkers
- Wouter Fok
- Wouter George
- Wouter Godijn
- Wouter Goes
- Wouter Goris
- Wouter Gortzak
- Wouter Gudde
- Wouter Hamdorff
- Wouter Hamel
- Wouter Hanegraaff
- Wouter Hebbrecht
- Wouter Hendrickx
- Wouter Hendrik van den Brink
- Wouter Hermkens
- Wouter Heytens
- Wouter Hoobroeckx
- Wouter Huibregtsen
- Wouter Huibrgtsen
- Wouter Hutschenruijter
- Wouter Hutschenruijter (1796-1878)
- Wouter Hutschenruijter (1859-1943)
- Wouter Hutschenruyter
- Wouter II
- Wouter III
- Wouter III Berthout
- Wouter III van Brienne
- Wouter III van Châtillon
- Wouter III van Edingen
- Wouter III van Vexin
- Wouter II Berthout
- Wouter II van Avesnes
- Wouter II van Brienne
- Wouter II van Edingen
- Wouter II van Egmont
- Wouter II van Montfaucon
- Wouter II van Vexin
- Wouter IV Berthout
- Wouter IV van Brienne
- Wouter IV van Edingen
- Wouter IV van Enghien
- Wouter I Berthout
- Wouter I van Avesnes
- Wouter I van Brienne
- Wouter I van Edingen
- Wouter I van Maine
- Wouter I van Montfaucon
- Wouter I van Rethel
- Wouter I van Vexin
- Wouter Ingwersen
- Wouter J. Hanegraaff
- Wouter Jacob Bos
- Wouter Jacobsz. Maes
- Wouter Jaspers
- Wouter Johannes van Troostwijk
- Wouter Jolie
- Wouter Kan
- Wouter Keersmaekers
- Wouter Keller
- Wouter Klootwijk
- Wouter Koelewijn
- Wouter Kolff
- Wouter Kolk
- Wouter Koolmees
- Wouter Kotte
- Wouter Kurpershoek
- Wouter Kusters
- Wouter Leefers
- Wouter Lenaerts
- Wouter Lutkie
- Wouter Macare
- Wouter Marinus
- Wouter Mol
- Wouter Monden
- Wouter Moreels
- Wouter Nijhoff
- Wouter Nijhoff (1866-1947)
- Wouter Nijhoff (1895-1977)
- Wouter Okel
- Wouter Olde Heuvel
- Wouter Oldeheuvel
- Wouter Otto Levenbach
- Wouter Oudemans
- Wouter Paap
- Wouter Planteijdt
- Wouter Pleijsier
- Wouter Pleysier
- Wouter Polspoel
- Wouter Prins
- Wouter Raeymaekers
- Wouter Raskin
- Wouter Renaud
- Wouter Rosegaar
- Wouter Salomon Johannes Tenkink
- Wouter Schatborn
- Wouter Scheelen
- Wouter Schouten
- Wouter Sipma
- Wouter Snijders
- Wouter Snoei
- Wouter Soomer
- Wouter Spoelman
- Wouter Stips
- Wouter Sybrandy
- Wouter Torfs
- Wouter Toussaint
- Wouter VII
- Wouter VII van Brienne
- Wouter VI Berthout
- Wouter VI van Brienne
- Wouter V van Brienne
- Wouter Vaartjes (schip, 1985)
- Wouter Valckenier
- Wouter Van Belle
- Wouter Van Bellingen
- Wouter Van Besien
- Wouter Van Den Broeck
- Wouter Van Driessche
- Wouter Van Lierde
- Wouter Van Mechelen
- Wouter Van den Broeck
- Wouter Vanbesien
- Wouter Vandenabeele
- Wouter Vandenhaute
- Wouter Vandermieren
- Wouter Verbraak
- Wouter Verhelst
- Wouter Vermeersch
- Wouter Verschelden
- Wouter Verstraaten
- Wouter Vrancken
- Wouter Walgemoed
- Wouter Waterhoen
- Wouter Wessels
- Wouter Weylandt
- Wouter Weylandtroute
- Wouter Willems
- Wouter Wippert
- Wouter Wolff
- Wouter Zwart
- Wouter Zweers
- Wouter Zweers (acteur)
- Wouter Zweers (burgemeester)
- Wouter de Boer
- Wouter de Groot
- Wouter de Jong
- Wouter de Jong (acteur)
- Wouter de Jong (auteur en spreker)
- Wouter de Jong (politicus)
- Wouter de Vet
- Wouter de Vogel
- Wouter de Vries
- Wouter de Winther
- Wouter olde Heuvel
- Wouter schouten
- Wouter van Beek
- Wouter van Bellingen
- Wouter van Boxtel
- Wouter van Brienne
- Wouter van Bylaer
- Wouter van Châtillon
- Wouter van Dam
- Wouter van Dieren
- Wouter van Dieve
- Wouter van Doeveren
- Wouter van Egmont
- Wouter van Gouthoeven
- Wouter van Harselaar
- Wouter van Heemskerk
- Wouter van Luijn
- Wouter van Moeslain
- Wouter van Moëslains
- Wouter van Nevers
- Wouter van Nispen tot Sevenaer
- Wouter van Pelt
- Wouter van Reek
- Wouter van Rethel
- Wouter van Rijn
- Wouter van Roon
- Wouter van Someren
- Wouter van Twiller
- Wouter van Wijk
- Wouter van Zandbrink
- Wouter van Zeytveld
- Wouter van den Berg
- Wouter van den Herik
- Wouter van der Blij
- Wouter van der Ent
- Wouter van der Gevel
- Wouter van der Goes
- Wouter van der Steen
- Wouter van der Vlugt
- Wouter van der Weijden
- Woutera Sophie Suzanna van Benthem Jutting
- Woutera Wilhelmina Johanna van Dalen-Schiphorst
- Wouterenbrug
- Wouterij
- Wouteringen
- Wouters
- Wouters d'Oplinter
- Wouters de Jauche
- Woutersbergje
- Woutersbrakel
- Woutershof
- Woutersia
- Wouterswoude
- Woutertje Pieterse
- Woutertje Pieterse-prijs
- Woutertje Pieterse Prijs
- Woutertje Pieterse en Femke
- Woutertje Pieterseprijs
- Wouterus Beukers
- Wouterus Jacobus Zweers
- Wouterus Mol
- Wouterus Verschuur
- Wouterus van Esveld
- Woutherus Mol